# Ventosa de la Cuesta
Ventosa de la Cuesta község Spanyolországban, Valladolid tartományban. Ventosa de la Cuesta Serrada, Matapozuelos, Pozaldez, Medina del Campo és La Seca községekkel határos. Lakosainak száma 101 fő (2024).

## Népesség
A település népessége az utóbbi években az alábbiak szerint változott:
| Lakosok száma | 157  | 135  | 141  | 151  | 126  | 112  | 110  | 103  | 99   | 101  |
|               | 2001 | 2004 | 2007 | 2009 | 2012 | 2014 | 2017 | 2019 | 2022 | 2024 |